# MacOS Catalina
macOS Catalina (versión 10.15) es la decimosexta versión principal de macOS, el sistema operativo de escritorio de Apple para computadoras Macintosh. Es el sucesor de macOS Mojave, se anunció en la WWDC 2019 el 3 de junio de 2019 y se lanzó al público el 7 de octubre de 2019. Catalina es la primera versión de macOS que admite exclusivamente aplicaciones de 64 bits.
El sistema operativo lleva el nombre de la isla Santa Catalina, ubicada en el sur de California.

## Requisitos del sistema
macOS Catalina se ejecutará en estas computadoras Macintosh:
- MacBook: principios de 2015 o más recientes.
- MacBook Air: mediados de 2012 o más reciente.
- MacBook Pro: mediados de 2012 o más reciente.
- Mac Mini: finales de 2012 o más recientes.
- iMac: finales de 2012 o más recientes.
- iMac Pro. (todos los modelos)
- Mac Pro: finales de 2013 o más recientes.

## Cambios

### Sistema
Apple introduce cambios y novedades en sus principales aplicaciones, elimina iTunes, añade el modo Sidecar y mejora la seguridad de su sistema operativo

#### Modo Oscuro
En la nueva versión del sistema operativo destaca la implementación del modo oscuro "automático", que se basa en la puesta y la salida del sol para activar automáticamente el modo "claro" u "oscuro".

#### Catalyst
Catalyst es una nueva plataforma que permite que el software se dirija tanto a macOS como a iPadOS. Apple demostró varias aplicaciones adaptadas, incluidas Jira y Twitter (después de que esta última suspendiera su aplicación para macOS en febrero de 2018).

#### Control por voz
Esta nueva característica permitirá a los usuarios controlar sus dispositivos con comandos de voz. Aunque macOS admitió a Siri anteriormente, el 'Control por voz' le dará control a los usuarios en un nivel más profundo. Además, el procesamiento de la máquina en el dispositivo se ha utilizado para ofrecer una mejor navegación.

#### Sidecar
Sidecar es una nueva función que permite que un iPad con iPadOS 13 se use como una pantalla externa inalámbrica. Con Apple Pencil, el dispositivo también se puede utilizar como una tableta gráfica para el software que se ejecuta en la computadora.

### Aplicaciones

#### iTunes
En línea con iOS, el software de iTunes se está dividiendo en aplicaciones de Music, Podcasts y TV. TV en Mac admite Dolby Atmos, Dolby Vision y HDR10.

#### Find My
Find My Mac y Find My Friends se combinan en una sola aplicación, llamada "Find My".